# Paul Schulze (Politiker, 1883)

Paul Schulze

Paul Schulze (* 4. September 1883 in Pritzwalk; † 29. November 1966 in West-Berlin) war ein deutscher Politiker (DNVP).
Schulze besuchte die Gemeindeschule in Berlin und absolvierte von 1900 bis 1903 ein Lehrerseminar in Neuzelle. Im Anschluss war er bis 1909 als Lehrer in der Nähe von Berlin tätig. 1914 meldete er sich als Freiwilliger zum Kriegsdienst; von 1917 bis 1918 war er als Hilfsgeologe bei der IV. Armee tätig. Im Jahr 1920 wurde er Mitglied der Berliner Lehrerkammer und Stadtverordneter von Berlin. Schulze wurde zweiter Vorsitzender des Deutschnationalen Lehrerbundes und trat 1921 als Vertreter der DNVP in der ersten Legislaturperiode in den Reichstag ein, dem er bis zum Ende der dritten im Jahr 1928 angehörte.
Am 22. Februar 1923 zog Paul Schulze als Nachrücker von Oskar Hergt im Wahlkreis 2 (Berlin) in den Preußischen Landtag ein. Er legte sein Mandat bereits am 18. April 1923 nieder.